# Rotación de la constelación

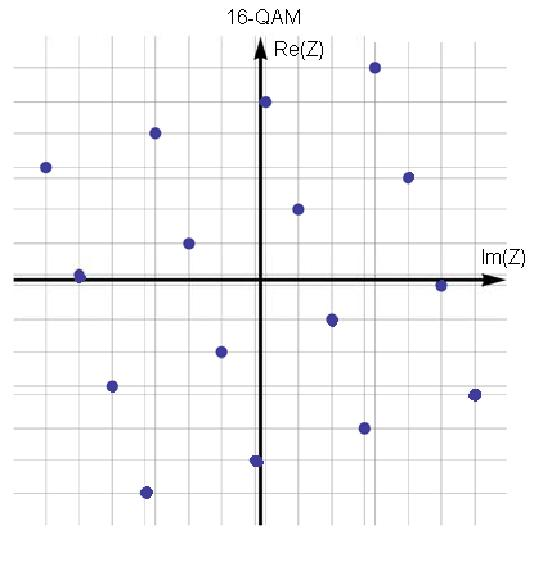
Figura 1.Diagrama de constelación 16-QAM rotada

Rotación de la constelación, técnica utilizada en la modulación digital, básicamente en las modulaciones QPSK y MQAM, que consigue mejoras en la robustez (disminución del error de símbolo) y la eficiencia de la transmisión a partir de rotar las constelaciones de símbolos originales en un ángulo determinado. La idea básica es que los símbolos puedan reconstruirse a partir del valor de un único eje de la constelación, de forma que si se pierde el valor del otro eje durante la transmisión, todavía podamos reconstruir el símbolo enviado.

## Explicación, errores en recepción de las modulaciones originales.

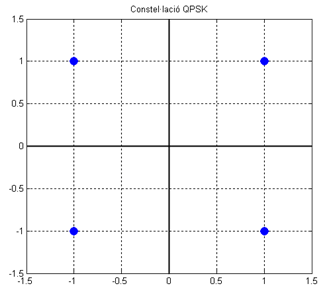
Figura 2.Constelación QPSK original.

Muchas modulaciones digitales, como la de la figura (2), utilizan un modulador en cuadratura para generar los símbolos. En concreto, y para una frecuencia portadora {\displaystyle f_{c}} , se pueden expresar el pulso de salida del emisor como:
{\displaystyle s(t)=\sum _{i={-\infty }}^{+\infty }a_{i}{p(t-iTs)}cos(2\pi f_{c}t)+\sum _{i={-\infty }}^{+\infty }b_{i}{p(t-iTs)}sin(2\pi f_{c}t).}
Donde p(t) es el pulso conformador y es igual a:
{\displaystyle x(t)={\begin{cases}1,&{\mbox{si }}0<t<Ts\\0,&{\mbox{si }}otros\end{cases}}\!}
y 
{\displaystyle a_{i}=\pm 1}
{\displaystyle b_{i}=\pm 1}
Estos valores son transmitidos como un único número complejo y el demodulador decide a partir de este número a que símbolo corresponden dentro de la constelación. 
Se pueden interpretar estas modulaciones como dos modulaciones de amplitud variable (ASK) independientes transmitidas en paralelo, una en el canal en fase (I)  y la otra en el de cuadratura (Q). 
Visto de este modo, se observa que en recepción se necesitan los valores tanto de I como de Q para una correcta detección del símbolo, ya que la estimación del valor de I no nos da información sobre el valor de Q y viceversa, y en consecuencia si se produce un error en recepción en alguno de los canales no podremos recuperar el símbolo correctamente.

## Porqué rotar la constelación. Aumento de correlación entre canales
Como se ha visto anteriormente, el objetivo es hacer que las transmisiones de los dos canales no sean independientes entre sí, aumentando así la correlación entre estos. Como solución a este problema se ideó la rotación de la constelación.
Podemos ver en la figura (3) como si anteriormente teníamos 4 valores de amplitud (PAM o Pulse Amplitude Modulation) para cada eje, ahora hay 16 para cada eje, de forma que el 16-QAM rotado se parece a un 256-QAM. Intuitivamente, ya se entiende que si durante la transmisión perdiéramos el valor de uno de los ejes, con el valor del otro eje ya tendríamos bastante para poder determinar una posición dentro de la constelación. 
En este caso, el valor de I si que nos da información sobre el valor de Q y viceversa.
Un ejemplo de como obtener esta rotación lo vemos en la figura (4).

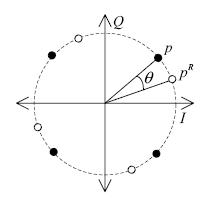
Figura 4. Ángulo de rotación en QPSK

Los puntos {\displaystyle p^{R}} y p se pueden relacionar de la siguiente forma:
{\displaystyle {\begin{bmatrix}p^{R}i&p^{R}q\end{bmatrix}}={\begin{bmatrix}pi&pq\end{bmatrix}}\times {\begin{bmatrix}cos(\theta )&-sin(\theta )\\sin(\theta )&cos(\theta )\end{bmatrix}}}
Donde {\displaystyle \theta } es el ángulo de rotación.
Podemos expresar entonces los puntos en cada eje como:
{\displaystyle x_{i}=a_{i}cos(\theta )+b_{i}sin(\theta )}
{\displaystyle y_{i}=-(a_{i})sin(\theta )+b_{i}cos(\theta )}
y por lo tanto el nuevo pulso de salida del emisor se expresaría como:
{\displaystyle s(t)=\sum _{i={-\infty }}^{+\infty }x_{i}{p(t-iTs)}cos(2\pi f_{c}t)+\sum _{i={-\infty }}^{+\infty }ky_{i}{p(t-iTs)}sin(2\pi f_{c}t).}
Se han hecho cálculos, y se ha llegado a la conclusión que existen ángulos óptimos para cada constelación. Estos ángulos se muestran en la siguiente tabla:
| Mod.                           | QPSK | 16QAM | 64QAM | 256QAM     |
| ------------------------------ | ---- | ----- | ----- | ---------- |
| {\displaystyle \theta } grados | 29.0 | 16.8  | 8.6   | atan(1/16) |

El valor K mostrado en la fórmula anterior corresponde a un retraso temporal en el canal de cuadratura y su función se explica a continuación.

## Retardo del canal en cuadratura. Entrelazado.
Una vez hemos generado los símbolos según la nueva constelación rotada, no tendría sentido enviarlos al mismo tiempo, ya que si una interferencia ocurriese durante la transmisión, afectaría a los dos símbolos por igual y todo este proceso no tendría sentido, en el receptor no podríamos reconstruir el símbolo. En consecuencia, es vital separar los dos componentes de forma que el ruido les afecte de manera distinta a cada uno y tengamos más posibilidades de recibir al menos una parte del símbolo bien, ya que gracias a la rotación con esta única información tendremos suficiente. 
Para conseguir esta separación entre canales se utiliza un entrelazado coordinado que separa de forma distinta los valores según el canal, de forma que siempre el canal Q estará desfasado un tiempo de pulso con respecto al canal I. Dicho de forma sencilla, se introduce un retardo de un tiempo de pulso en el canal de cuadratura, retardo que corresponde a la k de la fórmula anterior.
Es importante remarcar que este paso es vital para el buen funcionamiento del sistema y que toda rotación de la constelación requiere también de un retardo en el canal de cuadratura.

## Mejoras en el error de símbolo.
Como se puede observar en la figura (7), se consiguen buenas disminuciones en la probabilidad de error de símbolo en recepción para una misma relación señal-ruido. Se observan que cuanto más grandes son los valores de relación señal-ruido, más eficaz es la rotación de la constelación.
Por lo tanto, en un canal ruidoso, la utilización de esta técnica nos permitirá tener más robustez y en transmisión de señales audiovisuales esta técnica ayuda a poder reducir el SNR (Signal-Noise Ratio) mínimo necesario, hecho que la convierte en una técnica muy valiosa.

## Complejidad computacional.
Esta técnica tiene su lado negativo en la complejidad computacional de cálculo de los bits de símbolo.  La complejidad computacional de una constelación rotada se multiplica por un factor de {\displaystyle {\sqrt {2^{m}}}} respecto a las constelaciones originales. Por lo tanto, cuanto más símbolos tenga la constelación, más complejidad. 
Esta complejidad conlleva un coste en la construcción de demoduladores que trabajen con constelaciones rotadas.

## Aplicaciones
Esta técnica es de reciente desarrollo[¿cuándo?] y su uso está centrado en el campo de las telecomunicaciones. La forma más común la encontramos en el nuevo estándar para la difusión terrestre DVB-T2, que utiliza constelaciones rotadas.